# Rodín Kaufmann
Rodín Kaufmann   (Marsella, 19 de juliol de 1980) és un cantant i músic occità provinent de Marsella que ha viscut al Marroc, Egipte i el Líban. La seva proposta artística barreja música electrònica experimental, veu recitada, cantada i rapejada, gravacions etnològiques, sintetitzadors analògics i efectes vocals. És també membre del grup polifònic Lo Còr de la Plana des del 2001.
El 2023 va enregistrar a Son Macià «Nina», la seva primera cançó en català.

## Discografia
- Ara (2015)[6]
- Pantais Clus (2021)[7]
- Pereu (2025)[8]